# Heaven Is Gone
Heaven Is Gone è il primo album in studio della band heavy metal americana Seventh Void.
L'album ha venduto circa 1 800 copie negli Stati Uniti nella prima settimana di pubblicazione.
Ha raggiunto la 21ª posizione nella Billboard Top Heatseekers chart.
L'album è stato pubblicato il 21 aprile 2011 sotto l'etichetta Big Vin Records e prodotto da Vinnie Paul.

## Tracce
1. Closing In – 3:59
2. Heaven Is Gone – 4:37
3. The End of All Time – 4:49
4. Broken Sky – 3:13
5. Killing You Slow – 4:58
6. Descent – 4:10
7. Shadow on Me – 4:09
8. Drown Inside – 3:32
9. Death of a Junkie – 5:41
10. Last Walk in the Light – 3:11

## Formazione
- Kenny Hickey - voce/chitarra ritmica
- Matt Brown - chitarra principale
- Hank Hell - basso
- Johnny Kelly - batteria